# Col·legi de Mediadors d'Assegurances de Girona
El Col·legi de Mediadors d'Assegurances de Girona és una corporació de dret públic que agrupa els mediadors d'assegurances (agents i corredors) de la demarcació de Girona. Fou creat l'any 1965 i és un col·legi professional amb seu a la ciutat de Girona.
El butlletí de l'entitat (la revista col·legial) fou el primer de caràcter provincial publicat (la més antiga) dels col·legis de mediadors d'assegurances de tot l'Estat espanyol. Concretament en el mes de juny de 1974 i amb el nom de "Colegio Sindical". L'entitat organitza ininterrompudament la Setmana Mundial del Mediador d'Assegurances des del 1975.
El Premi Sol és el guardó que es concedeix anualment des del Col·legi dins dels actes de la Setmana Mundial, a aquella entitat, organisme o institució que hagi contribuït a la tasca d'enfortiment i defensa de la figura del mediador col·legiat. Un jurat valora els mèrits dels finalistes i dona el seu veredicte, podent optar-hi entitats, organismes o institucions d'àmbit nacional o internacional. L'any 2010, la Reial Acadèmia Espanyola aprova la inclusió al Diccionario de la Lengua Española de diferents termes relacionats amb la professió de mediador d'assegurances, responent a la petició formulada pel Col·legi l'any 2008. El 2014 és inclòs en el Cens d'entitats de foment de la llengua catalana de la Generalitat de Catalunya.

## Reconeixements
- El 2003 el Saló de Noves Tecnologies de les Comarques de Girona, Saló E-TECH 2003, concedeix el Premi al Millor Web Corporatiu, d'entre més de trenta candidatures presentades.[8]
- El 2004 rep el diploma de finalista en la categoria de “gremis i associacions pels seus programes de formació adreçats als associats” atorgat per la Cambra de Comerç, Indústria i Navegació de Girona.[9]
- El 2005 la Federació d'Organitzacions Empresarials de Girona reconeix a Josep Maria Torras per la seva tasca com a gerent del Col·legi.[10]